# Al Pitrelli
Al Pitrelli (New York, 29 settembre 1962) è un chitarrista statunitense noto per essere il chitarrista dei Savatage, e per aver fatto parte di band quali Asia, Blue Öyster Cult, Alice Cooper e Megadeth.

## Biografia

### Gli inizi
Ha studiato musica presso il Berklee College of Music di Boston e, nella seconda metà degli anni '80, ha iniziato a lavorare come musicista. Successivamente ha lavorato negli Asia, gruppo con cui ha inciso due dischi, ossia Acqua e Aria. Ha anche collaborato con Kathy Troccoli, Taylor Dayne, Randy Coven ed Exposé.

### Il successo
Ottenne la popolarità nel 1995, quando entra a far parte dei Savatage, fino al 1998, e dal 2002 ad oggi; al contempo partecipa al progetto parallelo chiamato Trans-Siberian Orchestra. Dal 1999 al 2000 fu membro della storica band Blue Öyster Cult, in sostituzione del membro fondatore Allen Lanier, che però l'anno successivo decise di tornare.
Dal 2000 al 2002 ha fatto parte dei Megadeth, in sostituzione di Marty Friedman; negli anni successivi, Pitrelli raccontò che Friedman non ci rimase male del fatto, anzi, gli insegnò addirittura a suonare gli assoli dei vari brani.

## Discografia

### Negli Asia
- 1991 - Aqua
- 1993 - Aria

### Widowmaker
- 1992 - Blood and Bullets
- 1994 - Stand by for Pain

### Con i Savatage
- 1995 - Dead Winter Dead
- 1997 - The Wake of Magellan

### Megadeth
- 2000 - Capitol Punishment: The Megadeth Years
- 2001 - The World Needs a Hero

### Trans-Siberian Orchestra
- 1996 - Christmas Eve and Other Stories
- 1998 - The Christmas Attic
- 2000 - Beethoven's Last Night
- 2004 - The Lost Christmas Eve
- 2009 - Night Castle

### Altri album
- Alice Cooper - Trashes the World (DVD, 1990)
- Coven, Pitrelli, Reilly (CPR) - CPR (1992)
- Alice Cooper - Classicks (1995)
- Vertex - Vertex (1996)
- Max Bacon - From the Banks of the River Irwell (2002)
- Danger Danger - Rare Cuts (2003)

### Album tributo
- 1997 - Black Night: Deep Purple Tribute